# Kenkichi Oshima
Kenkichi Oshima (大島 鎌吉, Ōshima Kenkichi, né le 10 novembre 1908 à Kanazawa et décédé le 30 mars 1985) est un athlète japonais spécialiste du triple saut. Il mesurait 1,75 m pour 67 kg.

## Biographie

### Palmarès
| Date | Compétition           | Lieu        | Résultat | Performance |
| ---- | --------------------- | ----------- | -------- | ----------- |
| 1932 | Jeux olympiques d'été | Los Angeles | 3e       | 15,12 m     |
| 1936 | Jeux olympiques d'été | Berlin      | 6e       | 15,07 m     |

### Records
| Épreuve     | Performance | Lieu | Date |
| ----------- | ----------- | ---- | ---- |
| Triple saut | 15,63 m     |      | 1934 |